# Sílvio Botelho
Sílvio Lofego Botelho (Iúna, 11 de agosto de 1917 – Brasília, 11 de novembro de 1978) foi um médico, professor e político brasileiro que foi deputado federal por Roraima.

## Dados biográficos
Filho de Augusto Afonso Botelho e de Rosina Lofego Botelho. Formado em Medicina pela Faculdade Fluminense de Medicina em 1944 retornando ao Espírito Santo antes de mudar para Roraima onde foi médico perito do atual Instituto Nacional do Seguro Social (INSS), diretor da Assistência à Maternidade e à Infância da Secretaria de Saúde e diretor de hospitais. Secretário de Educação do então território federal, foi professor de ciências naturais, puericultura e enfermagem em Boa Vista, além de presidente do Conselho Penitenciário, secretário-geral do governo do território e ainda governador substituto.
Eleito suplente de deputado federal pelo Partido Social Democrático (PSD) em 1962, foi convocado a exercer o mandato. Eleito pela ARENA em 1970 e de novo suplente em 1974, chegou a exercer o mandato, falecendo no exercício do mesmo.
Pai do também político Augusto Botelho.